# Leymotrigia zarubinii
Leymotrigia zarubinii är en gräsart som beskrevs av Galina A. Peschkova. Leymotrigia zarubinii ingår i släktet Leymotrigia och familjen gräs. Inga underarter finns listade i Catalogue of Life.